# 광도 거리
광도 거리 DL은 천체 까지의 거리 중에서 절대 등급 M 과 겉보기 등급 m 사이의 관계에 의하여 정의되는 거리이다.
천체의 절대 등급 M과 겉보기 등급 m 사이에는 아래의 관계가 성립한다.
{\displaystyle M=m-5\log _{10}{\frac {D_{L}}{10\,{\text{pc}}}}\!\,}
여기로부터 광도 거리 DL은 아래와 같이 구해진다.
{\displaystyle D_{L}=10^{{\frac {(m-M)}{5}}+1}}
여기서 DL의 단위는 파섹이다. 우리은하 내의 천체와 같이 근거리의 천체에 대해서 광도 거리는 유클리드 공간 내에서의 자연적인 거리 개념에 대한 양호한 근사값을 제공한다.
그런데 은하수 너머에 있는 퀘이사와 같은 원거리 천체에 대해서는, 겉보기 등급이 시공간의 곡률, 적색편이, 시간 지연의 영향을 받기 때문에 그 관계가 보다 불명확하다. 물체의 겉보기 광도와 실제 광도 사이의 관계를 계산하려면 이러한 모든 요소를 고려해야 한다. 물체의 실제 광도는 역제곱 법칙과 물체의 겉보기 거리와 광도 거리의 비율을 사용하여 결정된다.
광도 거리를 표현하는 또 다른 방법은 선속(flux)-광도 관계를 사용하는 것이다.  F는 선속 (W·m -2 )이고 L 은 광도 (W)일때,
{\displaystyle F={\frac {L}{4\pi D_{L}^{2}}}}
이기 때문이다. 이로부터 광도 거리는 다음과 같이 표현할 수 있다.
{\displaystyle D_{L}={\sqrt {\frac {L}{4\pi F}}}}
광도 거리는 "공변 횡단거리"(comoving transverse distance) {\displaystyle D_{M}}과
{\displaystyle D_{L}=(1+z)D_{M}}
의 관계가 성립하고, 에서링턴 상호성 정리(Etherington's reciprocity theorem)에 의한 각지름 거리(angular diameter distance) {\displaystyle D_{A}}와,
{\displaystyle D_{L}=(1+z)^{2}D_{A}}
의 관계가 성립하는데 여기서 z는 적색편이이다. {\displaystyle D_{M}}은 동일한 적색편이를 갖지만 하늘의 다른 위치에 있는 두 물체 사이의 공변 거리 및 고유 거리(comoving and proper distance)를 계산할 수 있는 요소이다. 두 물체가 {\displaystyle \delta \theta }의 각도로 떨어져 있는 경우에 그 사이의 공변 거리는 {\displaystyle D_{M}\delta \theta }이다. 공간적으로 평평한 우주에서 공변 횡단거리 {\displaystyle D_{M}}은 종방향의 공변 거리 {\displaystyle D_{C}}, 즉 우리 자신으로부터 천체까지의 공변거리와 정확히 일치한다.

## 같이 보기
- 거리 측정 (우주론)
- 거리 계수
- 공변거리
- 고유거리
- 각지름거리